# Jämna plågor (TV-serie, 2009)
För andra betydelser, se Jämna plågor (olika betydelser).
Jämna plågor (engelska: Getting On) är en brittisk satirisk sitcom som sändes i tre säsonger mellan 2009 och 2012.
Serien hade svensk premiär i maj 2010.

## Handling
Jämna plågor följer livet på ett sjukhus i Storbritannien.

## Rollista i urval
- Jo Brand - Kim Wilde, undersköterska (även manus)
- Joanna Scanlan - Den Flixter, sjuksköterska (även manus)
- Vicki Pepperdine - Pippa Moore, läkare (även manus)
- Ricky Grover - Hilary Loftus, chefssköterska
- Cush Jumbo - Damaris Clarke, chefssköterska (säsong 2-3)